# Selección de críquet sub-20 de los Países Bajos
La selección de críquet sub-20 de los Países Bajos representa a Países Bajos en el crícket internacional Sub-20.
El equipo ha estado jugando en torneos juveniles internacionales desde 1979 pero solo ha participado en una Copa del Mundo Sub-19 en 2000. Recientemente participaron en el Campeonato de Europa Sub-19 de 2010 donde terminaron cuartos, por lo que se perdieron en una oportunidad de clasificación para la Copa del Mundo.

## Futuro
El equipo jugó en el Campeonato Europeo Sub-20 de 2011, que fue una serie de desafíos, que involucró múltiples partidos jugados durante un período de tiempo más largo.